# Hypoxis salina
Hypoxis salina är en enhjärtbladig växtart som beskrevs av M.Lyons och Gregory John Keighery. Hypoxis salina ingår i släktet Hypoxis och familjen Hypoxidaceae. Inga underarter finns listade i Catalogue of Life.